# 박민영 (가수)
박민영(영문:Park Minyoung,1991년 ~)는 대한민국의 가수, 배우이다. 대학에서 뮤지컬을 전공했으며, 2019년 유튜브 '오사남 용디 54YongD' 채널에서 '혜자'로 활동했고, 2019년~ 2021년엔 채널A '천일야사(史)' 배우로 활동했다. 2022년 5월 트로트 걸그룹 '레이디티'(Lady T)의 7기 멤버로 합류해 트로트 가수로 활동하고 있다.

## 데뷔
2022년10월18일 걸그룹 '레이디티'의 다섯번째 싱글 《있을 때 잘해》로 데뷔했다.

## 앨범
- 2022.10.18. 걸그룹 '레이디티' 다섯번째 싱글 《있을 때 잘해》 수록곡〈있을 때 잘해〉(장르:트로트, 발매사:(주)쿠킹뮤직, 기획사:K-WON)[1]

## TV
- 2023.03.12. KBS 1TV 《전국노래자랑》 목포시편, 〈있을 때 잘해〉
- 2023.04.29. G1방송 《전국 TOP 10 가요쇼》940회 '철원 대한가수협회 특집' (철원 남종현센터),〈있을 때 잘해〉,〈청춘열차〉

## 드라마
- 2019년 유튜브 《오사남 용디 54YongD》 혜자 출연
- 2019년 ~ 2021년 채널A 역사교양 《천일야사(史)》 배우 출연
- 2014년 ~ 2020년 MBN 《기막힌 이야기 실제상황》

## 기타
- MBTI : INFP
- 취미 : 유튜브 시청
- 특기 : 핫케이크 만들기